# Guillaume-Marie van Zuylen
 (mars 2021).
Si vous disposez d'ouvrages ou d'articles de référence ou si vous connaissez des sites web de qualité traitant du thème abordé ici, merci de compléter l'article en donnant les références utiles à sa vérifiabilité et en les liant à la section « Notes et références ».
Guillaume-Marie van Zuylen, né le 4 janvier 1910 à Argenteau et mort le 2 avril 2004 à Liège, est un homme d'Église belge, évêque de Liège.

## Indications biographiques
Il est le fils de Joseph van Zuylen.
Il étude au collège Saint-Hadelin de Visé, puis au collège Saint-Louis de Liège. Comme son frère Antoine (1905-1983), il entre au petit séminaire de Saint-Trond, puis au grand séminaire de Liège, où il est ordonné prêtre le 11 septembre 1932. Il poursuit ses études à la Pontificia Università Gregoriana de Rome. Il est consacré évêque titulaire de Druas (de) le 8 septembre 1951 par Louis-Joseph Kerkhofs avec comme co-consécrateurs Charles-Marie Himmer et Oscar Joliet (de)
Il est évêque de Liège de 1961 à 1986
Il est inhumé dans la crypte de la Cathédrale Saint-Paul à Liège.